# クリスティン・ハルヴォルセン
クリスティン・ハルヴォルセン（Kristin Halvorsen、1960年9月2日 - ）は、ノルウェーの政治家。社会主義左翼党所属。
財務大臣（2005年 - 2009年）や教育大臣（2009年 - 2013年）を歴任した。1997年から社会主義左翼党党首を務めていたが、2005年の総選挙以来、党勢が振るわない責任を取り2012年に辞任した。

## 来歴
ヴェストフォル県ホーテン生まれ。オスロ大学で教育学と犯罪学とを学んだ後、法律事務所にて秘書として勤務。1989年の総選挙で、オスロ選挙区からストーティング（国会）議員に初当選を果たし、財政委員会（1989年 - 1997年）や憲法問題諮問委員会（1997年 - 2001年）の各委員を歴任した。
ノルウェーの政党党首として、初めてブログを開設したことでも知られる。夫はノルウェー放送協会のプロデューサー。

## エピソード
2006年1月5日、パレスチナ人民との連帯の意思表示としてイスラエル製品のボイコットを呼び掛けたが、閣内や連立を組む他党から批判を受けたことから後に謝罪した。